# Bò tót Đông Dương
Bò tót Đông Dương hay Bò tót Đông Nam Á (Danh pháp khoa học: Bos gaurus laosiensis hay Bos gaurus readei) là một phân loài của loài bò tót được ghi nhận ở vùng Đông Nam Á, trong đó môi trường sống của chúng tập trung ở Việt Nam, Lào, Campuchia, Myanmar và Thái Lan. Trước đây người ta coi phân loài này chỉ là pháp danh ba phần của bò tót Ấn Độ nhưng những khác biệt về đặc điểm ngoại hình và di truyền đã chỉ ra chúng là một phân loài riêng Đây là phân loài bò tót có tầm vóc to lớn nhất, một con đực to có thể cao tới 2,2 m và nặng trên 2 tấn trong đó, loài bò tót ở Việt Nam là một trong những loài bò tự nhiên to nhất thế giới.
Ở Việt Nam, bò tót Đông Dương còn được gọi đơn giản là bò tót hay con Min vì Việt Nam chỉ tồn tại phân loài này. Sở dĩ một số sắc tộc thiểu số sinh sống dọc theo dãy Trường Sơn gọi bò tót là con Min do hình dạng bên ngoài của nó rất giống trâu rừng, con Min cũng có nghĩa là trâu rừng, theo phương ngữ vùng này, theo cách gọi của người Raglai (Rắc Lây) ở xã Ma Nới thì gọi bò tót là con Kvây có nghĩa là con vật hung dữ và to lớn. Là phân loài bò tót bị tàn sát nhiều nhất, chúng bị săn bắn dữ dội vì những giá trị của chúng, một cái mật bò tót giá lên tới 50 – 60 triệu đồng, sừng từ 5 -7 triệu đồng. Thịt bò tót cũng có giá gấp đôi, gấp ba lần bò nhà nên lâm tặc vẫn rình rập sát hại bò tót để thu lợi.

## Đặc điểm

### Ngoại hình
Là phân loài bò tót lớn nhất, chúng có ngoại hình đồ sộ. Bò tót cao hơn, con trưởng thành đến 1,9 m, nặng 800-1.000 kg. Trọng lượng trung bình từ 900 – 1000 kg. Đầu to, trán dẹt hơi lõm, có đốm lông trắng trên trán, đỉnh trán giữa hai sừng dô cao. Sừng to khoẻ cân đối, uốn cong lên phía trên tạo vòng cung hình bán nguyệt. Gốc sừng màu vàng xám, mút sừng nhọn đen bóng. Lớp da ở cổ và trước ngực không tạo thành yếm. Bộ lông ngắn mềm mượt màu nâu thẫm hoặc đen xám hơi phớt xanh bóng ở lưng. Lông ở bụng dài màu nâu nhạt. Con cái thường có màu hung đỏ. Mông đen, bốn chân từ khoeo trở xuống màu trắng bẩn. Đuôi dài màu đen. Đầu bò tót có trán dô cao, sừng cong vòng lên. Lông màu xám đen, vùng gần móng chân có màu trắng, con trưởng thành cao đến 1,9m, nặng trên dưới 1 tấn, chân trắng, mình đen. Đầu bò to, trán dẹt hơi lõm, giữa hai gốc sừng có một chỏm lông màu vàng. Ở cả bốn chân, từ khuỷu trở xuống có màu trắng ngà, trông giống như đi tất trắng.
Bò tót có bộ lông màu sẫm, cơ thể to lớn, sinh sống chủ yếu ở vùng đồi, chúng có tầm vóc to lớn nhất trong số các loài bò tót. Bò tót Đông Nam Á nặng hơn 1,5 tấn. Những con to có thể cao tới 2m, dài 3,5m và nặng hơn 1,7 tấn). Nhìn phía trước, bò tót giống như trâu, nhưng nhìn từ phía sau nó lại giống như một con bò mộng. Cả con cái cái lẫn con đực đều có đôi sừng to, chắc, uốn cong về phía trước. Chiều dài trung bình sừng bò tót đực thường từ 80 – 85 cm, còn con cái sừng ngắn hơn và nhỏ hơn, nhưng độ cong lại lớn hơn. Giữa 2 gốc sừng là chỏm lông có màu vàng cháy. Đuôi bò tót không dài, chỉ đến ngang đến khuỷu chân sau. Ở cả bốn chân, từ khuỷu chân trở xuống có màu trắng, trông giống như đi tất trắng. Riêng bò tót đực còn có một sóng cơ chạy dọc sống lưng đến quá bả vai, và một cái yếm lớn trước ngực, tạo ra một dáng vẻ rất mạnh mẽ. Bộ lông ở lưng màu đen xám hơi phớt xanh, bụng màu nhạt.

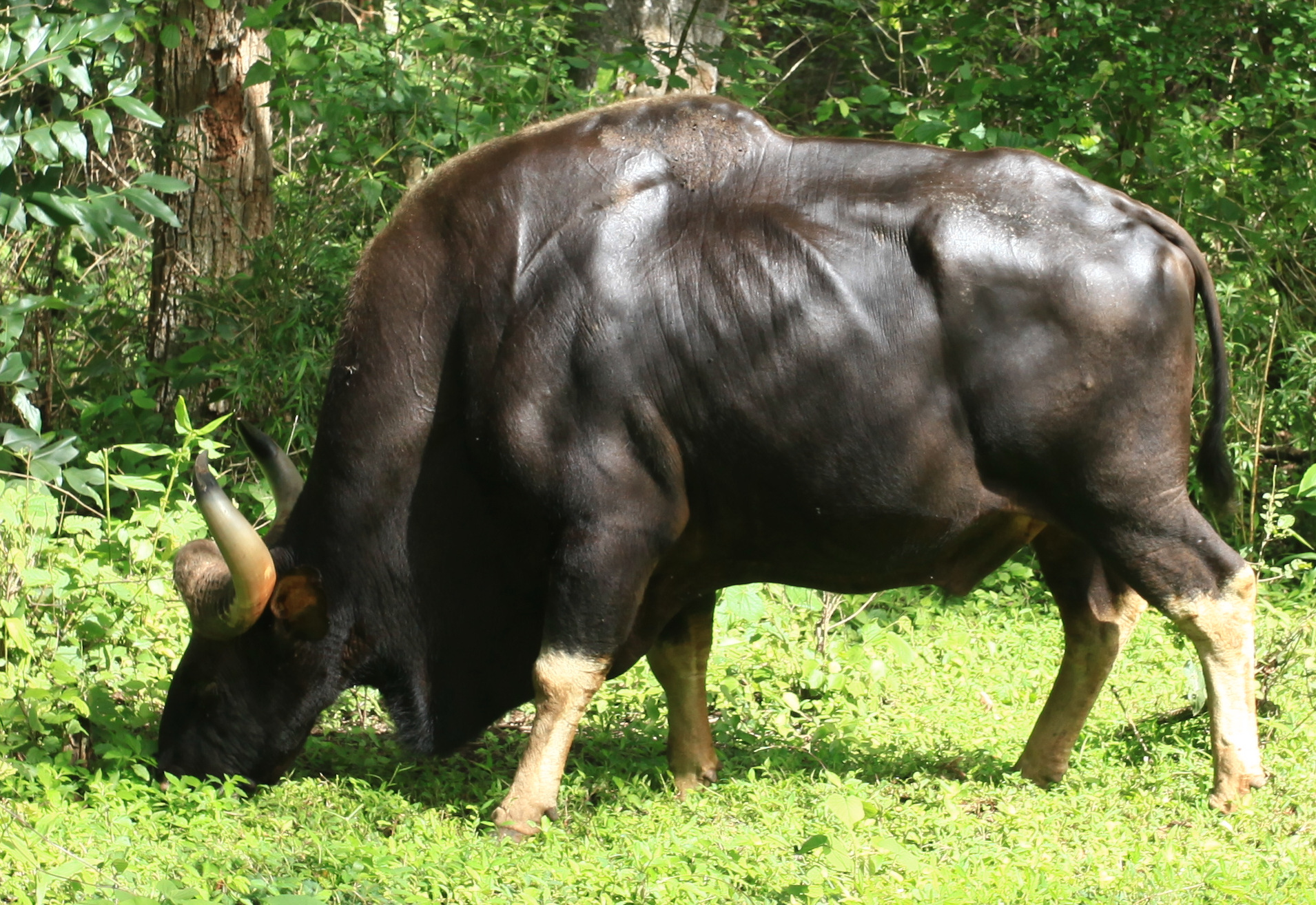
Tổng thể một con bò tót Đông Nam Á

Bò tót đực có màu đen bóng, lông ngắn và gần như trụi hết khi về già. Con đực và cái đều có sừng to, chắc và uốn cong về phía trước. Chiều dài trung bình của sừng thường 80 – 85 cm ở bò đực, sừng bò cái ngắn, nhỏ hơn và uốn cong hơn. Trên trán, giữa hai gốc sừng là một chỏm lông, thường có màu vàng. Bò đực lông màu đen bóng, bò cái màu nâu sẫm, còn con non màu nâu vàng. Bò đực hay cái đều có sừng to, chắc, cân đối, uốn cong lên phía trên tạo vòng cung hình bán nguyệt và hướng về phía trước. Chiều dài trung bình của sừng bò đực lên tới trên 80 cm, sừng bò cái ngắn, nhỏ và uốn cong hơn. Bò đực cao hơn 2m, nặng hàng tấn, bò cái thấp hơn khoảng 20 cm và có trọng lượng bằng 2/3 con đực. Với vóc dáng khổng lồ, đặc biệt con đực không mang cục u trên lưng như bò nhà mà có hẳn một sóng cơ nổi lên chạy dài dọc sống lưng đến quá bả vai và một cái yếm lớn trước ngực trông đầy uy lực

### Tập tính

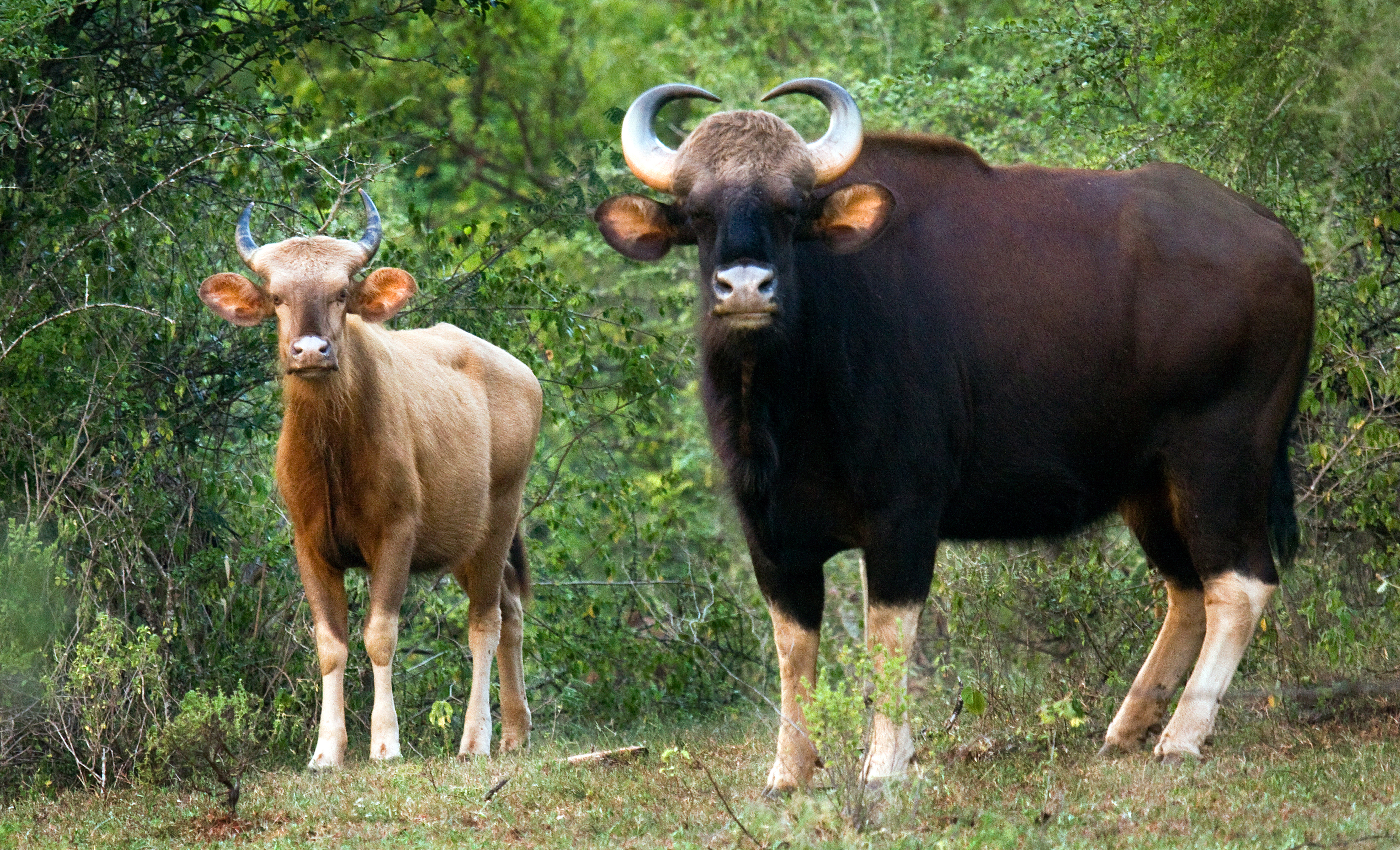
Gia đình bò tót Đông Dương trong một khu bảo tồn ở Trung Quốc

Thức ăn chủ yếu của bò tót là cỏ, mầm lá non của lau sậy, chuối rừng, măng non tre nứa thuộc họ Cỏ Poaceae. Sinh sản thường vào tháng 6, 7. Mỗi năm đẻ 1 lứa, mỗi lứa một con. Bò tót mang thai khoảng 270 ngày, đẻ mỗi năm một lứa, mỗi lứa một con. Nơi sinh sống của bò tót là rừng già thường xanh, rừng khộp, rừng hỗn giao tre nứa, rừng thứ sinh địa hình tương đối bằng ở độ cao 500 - 1500m so với mặt nước biển. Sống thành từng đàn 5 - 10 con (có đàn tới 20 - 30 con) đôi khi cũng gặp những cá thể sống đơn lẻ lẫn với đàn bò rừng. Hoạt động kiếm ăn ban ngày. Ban đêm nghỉ ngơi ở nơi quang đãng thoáng mát. Trong thiên nhiên hổ, báo, chó sói có thể tấn công đàn bò tót để bắt bò tót con, khi bị tấn công cả đàn quây tròn bảo vệ con non, con già ở giữa. chúng dẫn nhau lang thang trong rừng lúc đêm xuống. Thường thì bò tót hay ra đây ăn và uống nước lúc sáng sớm, hoặc trời ngả chiều. Chúng đi thành đàn, hoặc rải rác vài con, khi thấy động chúng có thể bỏ chạy.
Bò tót Đông Nam Á rất hung dữ chỉ đứng sau loài hổ, Bò tót dữ tợn và hung hăng, khi nghe tiếng súng nổ, bò rừng hoảng loạn chạy trốn nhưng bò tót sẵn sàng tấn công nếu phát hiện nơi ẩn nấp của cánh thợ săn, hoặc hễ thấy vật lạ cản đường là nó liền đưa sừng húc đổ tứ tung, kể cả những chòi canh rẫy của người dân, loài thú này luôn phản kháng đến cùng khi cảm thấy bị đe dọa. Là loài thú hung dữ, có tầm vóc khổng lồ, nên bò tót hầu như không có thiên địch và được xem là biểu tượng của sức mạnh, sự cường tráng ở nhiều quốc gia. Bò tót trưởng thành hầu như không có thiên địch, chúng to lớn, tinh nhạy và hung dữ bò tót hầu như không có đối thủ trong tự nhiên, ngoại trừ hổ. Tuy nhiên, cũng chỉ những con hổ rất lớn và giàu kinh nghiệm mới dám đối đầu với chúng và chỉ những con hổ cường tráng, tinh ranh mới dám đối đầu với bò tót trưởng thành.

### Giá trị
Trong đông y, mật bò tót ít được sử dụng vì công dụng của nó không khác gì mật trâu, bò. Trong cơ thể người, mật chỉ tiết ra một lượng nhỏ vừa đủ giúp tiêu hóa thức ăn hằng ngày, nếu đưa thêm một lượng mật, dù của động vật nào, vào cơ thể cao hơn mức bình thường đều có nguy cơ gây ngộ độc. Chưa kể nếu uống phải mật động vật bị bệnh (nhiễm khuẩn, thương hàn, bệnh do sán lá Fasciola gigantica ký sinh trong gan và ống dẫn mật gây ra) thì càng nguy hiểm hơn. Có thể do người đó sức khỏe vẫn tốt, rồi uống vào khỏe về tâm lý là chính chứ không hẳn do mật bò tót..

## Ghi nhận

### Đông Nam Á

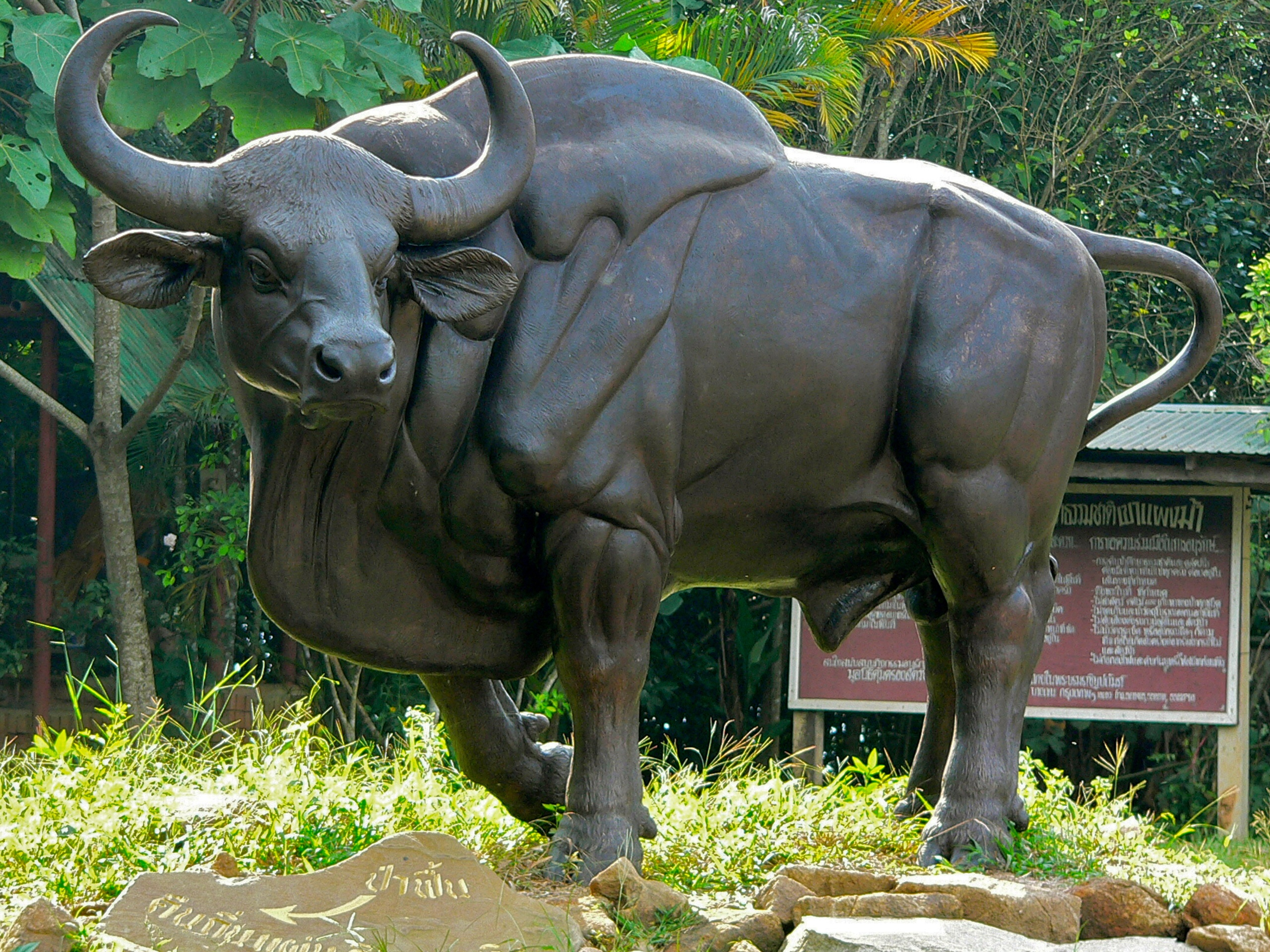
Tượng một con bò tót Đông Dương ở Thái Lan

Tại Thái Lan, bò tót đã từng tìm thấy trên khắp đất nước Thái, nhưng đến nay còn ít hơn 1.000 cá thể được ước tính đã tồn tại trong năm 1990. Trong hầu hết là chúng số ở vùng bán thường xanh Đồng Phayayen và khu phức hợp rừng Khao Yai, chúng đã được ghi ở mật độ thấp vào thời điểm chuyển giao thế kỷ, với giá trị ước tính khoảng 150 cá thể. Ở Campuchia, số lượng bò tót đã giảm đáng kể trong giai đoạn từ cuối năm 1960 đến đầu những năm 1990. Dân số lớn nhất của chúng được cho là vẫn còn ở tỉnh Mondulkiri, có nơi lên đến 1.000 cá thể có thể sống sót trong một cảnh quan rừng của hơn 15.000 km2 (5.800 dặm vuông). Kết quả của bẫy ảnh được thực hiện trong năm 2009 cho thấy một dân số đáng kể trên toàn cầu của bò tót trong rừng Mondulkiri bảo vệ và tiếp giáp của vùng bảo tồn Phnom Prich Wildlife Sanctuary.
Tại Lào, được cho là tồn tại lên đến 200 cá thể được ước tính để sống ranh giới khu bảo tồn vào giữa những năm 1990. Chúng đã được báo cáo không liên tục ở mức thấp. Việc săn bắn trộm đã giảm dân số, và những cá thể sống sót xảy ra chủ yếu ở các khu vực từ xa. Ít nhất sáu khu bảo tồn đa dạng sinh học Quốc gia đã bảo vệ hơn 50 cá thể. Khu vực có quần thể quan trọng trên toàn quốc bao gồm các lưu vực Nam Theun và cao nguyên liền kề khu vực này, những khảo sát tiếp theo được thực hiện một thập kỷ sau đó bằng việc sử dụng bẫy ảnh khá sâu đã không ghi lại bất kỳ cá thể bò tót nào nữa, cho thấy một sự suy giảm lớn dân số của chúng.

### Việt Nam
Ở Việt Nam, vào thập niên 70 thế kỷ trước, Việt Nam có hơn 3.000 con bò tót phân bố ở hàng chục tỉnh khắp ba miền Bắc-Trung-Nam. Số lượng bò tót sụt giảm rất nghiêm trọng, đến giữa thập niên 90 còn khoảng 500 con và hiện tại chỉ chừng trên 300 con, chủ yếu ở vùng Tây Nguyên và các tỉnh lân cận, riêng vùng Tây Nguyên trước đây có khoảng 3.000 con nay chỉ còn không đến 300 con. Các vùng khác chỉ còn những quần thể nhỏ trên dưới 10 con. Trong vòng 40 năm mà số lượng bò tót bị giết hại lên đến 90%. Hiện bò tót ở Việt Nam còn khoảng 300 con và được xếp vào nhóm động vật nguy cấp cần bảo tồn, chúng đang đứng trước hiểm họa diệt chủng cao do rừng bị chặt phá và nạn săn trộm động vật hoang dã quý hiếm.
Nạn săn trộm thú quý và chặt phá rừng tràn lan làm chia cắt mạnh lãnh địa và thu hẹp môi trường sống của bò tót khiến nhiều đàn bò tót bị xóa sổ. Cụ thể là số lượng bò tót Đông Dương tại Việt Nam chỉ còn khoảng 300 con ở Tây Nguyên và một số tỉnh lân cận như Ninh Thuận, Bình Thuận, Đồng Nai do tình trạng săn bắt trái phép. Trước đây vùng Tây Bắc có khoảng 350-500 con, hiện nay còn khoảng 30-50 con ở Sơn La (Xuân Nha, Sốp Cộp), Lai Châu (Mường Tè, Mường Lay) Qua khảo sát cho thấy, một số khu vực ở tỉnh Đắk Lắk đã được biết đến có bò tót vào năm 1997. Một số đàn bò tót tồn tại Vườn Quốc gia Cát Tiên và các vùng quanh các doanh nghiệp lâm nghiệp nhà nước. Thực trạng số lượng bò tót là ít được biết đến, chúng có thể bị suy giảm nghiêm trọng.
Cũng ở Việt Nam thì bò tót quý hiếm hơn bò rừng, còn trên thế giới, bò rừng quý hiếm hơn bò tót. Diện tích rừng đã và đang bị suy giảm nhiều làm cho vùng sống, vùng phân bố của bò tót bị chia cắt mạnh. Hiện tượng săn bắn bò tót vẫn xảy ra ở một số nơi chưa kiểm soát được. Số bò tót còn lại được phân bố chủ yếu ở Vườn Quốc gia Cát Tiên, Chư Mom Ray và Phước Bình. Tây Nguyên cũng là vùng đất sống chủ yếu của đàn bò tót, một số phân bố chủ yếu tại vườn quốc gia Mường Nhé (Điện Biên), vùng rừng núi Tây Nguyên, vườn quốc gia Chư Mom Rây (Kon Tum) và vườn quốc gia Cát Tiên (Lâm Đồng). Bò tót ở Vườn Quốc gia Phước Bình thuộc họ bò tót Đông Nam Á (Bos Gaurus Laosiensis hay Bos Gaurus Readei).
Một số vùng ở Việt Nam hiện nay đã được ghi nhận là có sự xuất hiện của bò tót trong quá khứ và hiện tại như sau

#### Ninh Thuận
Ninh Thuận là địa phương có ghi nhận sự hiện diện của đàn bò tót. Vườn quốc gia Phước Bình số lượng cá thể bò tót chỉ còn khoảng 30-40 con, chia làm ba đàn. Ngày nay, Đàn bò tót đông đúc ở Ninh Thuận nay đã gần cạn kiệt, áng chừng chỉ còn vài chục cá thể lẩn quất đâu đó dưới những cánh rừng, với nguy cơ bị săn đuổi đến kiệt cùng. Hiện nay, vùng rừng của hai huyện Bác Ái và Ninh Sơn có bầy bò tót khoảng 30 con đang sinh sống.
Trước đây, vùng rừng Ma Nới thuộc tỉnh Ninh Sơn, Ninh Thuận là lãnh địa bò tót Nam Trung bộ một thời. Những người dân tộc kể hồi đó kvây nhiều, bắn một con cả làng ăn no và từng tận mắt thấy nhiều đoàn bò tót xé gió lao đi giữa rừng. Thời đó bò tót nhiều đến nỗi đứng cách hàng cây số vẫn nhận biết được qua bước di chuyển làm cây rừng xào xạc như gió bão và mùi nước tiểu khai nồng bốc lên. Thời kháng chiến, trong chiến khu, có những lúc du kích gặp những đàn min đông tới 50 - 60 con lao ào ào qua giẫm nát những cánh rừng le, rừng khộp. Mỗi năm, cứ đến đầu mùa mưa, những thợ săn thiện xạ vùng Ma Nới lại được cử vào rừng, chọn cho được ba con kvây có bộ sừng đẹp nhất, bắn hạ đưa về làng để làm kèn motova. Kvây nhiều, nhưng làng cho bắn chừng mực, chỉ con nào vô phá rẫy, đuổi không đi mới bắn hạ. Kvây nhiều nhưng chỉ những toán thợ săn giỏi nhất mới dám đương đầu. Lúc đó rừng còn dày. Những nhà giàu trong tổng thường khoe đầu bò tót, ngà voi, da hổ trong nhà để biểu thị sự sang trọng và dũng mãnh. Người Rắc Lây không quan niệm bò tót là con vật thiêng nhưng họ tránh chạm trán.
Những năm 1980, 1990 rừng Ma Nới hỗn loạn vì nạn phá rừng, những toán thợ săn khắp nơi đổ về. Thịt bò bán từ đầu làng đến cuối làng với giá rẻ. Cái mật và cặp sừng thì thợ săn đem đi. Cán bộ lâm nghiệp, kiểm lâm hơn 20 năm trước mỗi sáng đi tuần rừng đều thấy chi chít dấu chân bò. Thời đó bò tót chưa đưa vô sách đỏ, quản lý cũng còn lỏng lẻo nên thợ săn cứ bắn rồi đem ra cửa rừng xẻ thịt bán rẻ như cho. Số phận những bầy bò tót hiện tại trở nên nguy cấp, vùng rừng Ma Nới gần mười năm nay không còn thấy dấu hiệu của bò tót. Đến năm 2003, tại Tiểu khu 12, người dân địa phương đã phát hiện một xác chết đàn ông nằm cạnh đường mòn. Hành trang của nạn nhân thể hiện đó là một thợ săn sau khi chôn, chỉ sau một đêm, nấm mồ mới đắp đã bị ủi đổ, cày xới tan tành, những thân cây trong bán kính mấy chục mét bị húc ngã rạp hoặc đầy thương tích. Cả khu vực ấy dày đặc dấu chân bò tót, người ta đồn thổi rằng Đàn bò tót đã trả thù.
Giữa tháng 10 năm 2008, lực lượng kiểm lâm Bidoup Núi Bà đã mai phục bắt quả tang 03 đối tượng đang vận chuyển đầu bò tót nặng 18 kg với cặp sừng rất đẹp từ hướng huyện Bác Ái lên Lâm Đồng. Các cơ quan chức năng đã tiến hành điều tra xác định con bò này nặng khoảng 700 – 800 kg thuộc đàn bò tót sống ở vùng giáp ranh giữa hai Phước Bình và Bi doup - Núi Bà tại vùng rừng giáp ranh với tỉnh Lâm Đồng. Theo tường thuật, năm 2008, tại Tiểu khu 124, lực lượng kiểm lâm Vườn Quốc gia Bidoup Núi Bà bắt quả tang hai đối tượng đang gùi một đầu bò tót cùng một số mảng thịt, da bò mới săn đi từ xã Phước Bình về Lâm Đồng. Họ đã mua đầu bò tót của một người thiểu số tại Phước Bình về làm vật trang trí. Kết quả giám định, con bò tót bị giết là một con bò đã trưởng thành, có trọng lượng khoảng gần 1 tấn Qua giám định, cơ quan chuyên môn cho biết ước tính trọng lượng con bò tót nặng khoảng 800 kg, bị sát hại trước đó 3 ngày.
Cơ quan kiểm lâm Vườn quốc gia Bidoup-Núi Bà (tỉnh Lâm Đồng) đã ra quyết định khởi tố vụ án hình sự và chuyển giao 2 người có hành vi mua bán vận chuyển động vật hoang dã trái phép cho Công an Lạc Dương. Lực lượng kiểm lâm phát hiện và bắt giữ các đối đang gùi chiếc đầu bò tót nặng 18 kg cùng một số xương. Họ khai mua đầu bò tót giá 2 triệu đồng tại Vườn quốc gia Phước Bình. Tòa án Bác Ái đã tuyên phạt nguyên Xã đội trưởng Đạ Chais, H.Lạc Dương, tỉnh Lâm Đồng và đồng phạm vì đã vào vườn quốc gia Phước Bình dùng súng bắn hạ một con bò tót đực trưởng thành, sau đó xẻ thịt ngay trong rừng, sấy khô rồi chia nhau mang về
Năm 2008, một sự kiện hiếm có khi người dân địa phương phát hiện con bò tót đực cường tráng từ đại ngàn về xã Phước Bình, rong đuổi theo những con bò cái nhà ở khu vực nương rẫy dưới chân núi Tà Nin, như một kẻ si tình. Con bò tót này cao khoảng 1,7 mét, nặng chừng 1 tấn. Đây là trường hợp sa thải sinh học sau cuộc giao tranh thống lĩnh bầy đàn hoặc cũng có thể nó đi lạc xuống núi, bất ngờ gặp gỡ bò nhà và nhập đàn sống chung với nhau. Nguyên nhân khiến con bò tót nói trên thường xuyên theo đàn bò nhà đi kiếm ăn là vì nó không đủ sức cạnh tranh với các con bò đực tơ khác trong đàn nên đã phải tách đàn. Trong quá trình kiếm ăn nó bắt gặp đàn bò nhà và đã dần dần hòa nhập. Kết quả giao phối vụng trộm với đàn bò nhà tại xã Phước Bình từ 6 năm qua, cho ra đời hơn 20 con bò tót lai vượt trội về thể trọng và có các đặc điểm về màu lông, sừng rất giống bò tót Đây là hiện tượng sinh học tự nhiên rất đặc biệt mà con người không thể tác động vào được. Vì bò tót chứ không phải là voi rừng cho nên chuyện di dời nó đến nơi ở nhất định là khó thực hiện, con bò này đã bị đào thải khỏi đàn nên theo tập tính sinh hoạt của loài động vật này, nó khó lòng nhập đàn trở lại.
Sau đó, con bò tót đực tách bầy về tán tỉnh đàn bò cái lai bò sind của người xã Phước Bình, huyện Bác Ái đã chết ở khu vực nương rẫy thôn Bạc Rây, nó chết tại bìa rừng, xác con bò tót được nhìn thấy tại một vườn rẫy của người dân. Nó chết do nguyên nhân tự nhiên là tuổi già khả năng chết do bị săn bắn đã được loại trừ, do thiếu thức ăn vì thời tiết khô hạn kéo dài hoặc con bò đực chết vì tuổi già, con bò quá già, suy kiệt, khó kiếm thức ăn, nước uống trong thời điểm Ninh Thuận đang cực kỳ khô hạn. Bò tót chết do tắc đường ruột, không có dấu hiệu gì khả nghi về chuyện bò tót bị săn bắn. Có khả năng bò tót chết do tuổi già và thiếu thức ăn, nước uống trong mùa khô hạn đang diễn ra gay gắt tại Ninh Thuận
Trong hơn một năm, con bò tót có trọng lượng hàng tấn xuất hiện tại thôn Bạc Rây 2, xã Phước Bình, huyện Bác Ái, Ninh Thuận đã khiến người dân nơi đây rất lo lắng. Con bò này thường xuyên đến gần đàn bò và đã húc chết một con bò đực, húc gãy nhiều vườn điều và chòi canh rẫy của người dân địa phương, khiến cho người dân thôn Bạc Rây 2 không dám ngủ lại chòi rẫy. Năm 2009, sau khi bò cái sinh con, đêm nào con bò tót cũng về đứng cạnh chuồng bò cái. Con bò tót này đã củng húc trọng thương một em trai 14 tuổi. Tại Vườn Quốc gia Phước Bình có tất cả ba đàn bò tót thường xuyên xuất hiện với khoảng 40 con. Tuy nhiên chỉ có con bò tót nói trên là xuất hiện gần khu dân cư nhất, các con khác chỉ xuất hiện ở vùng núi cao. Nó được mô tả là một con bò tót đen trũi, nặng gần một tấn do bị bầy đàn tẩy chay nên tìm đường xuống núi để ve vãn, giao phối với bò cái trong các đàn gia súc.
Ngày 20 tháng 10 năm 2009, có vụ bò tót tấn công trẻ em, một em 10 tuổi, ở thôn Bạc Rây 2 đang chăn bò ở khu vực vùng đệm Vườn quốc gia Phước Bình thì bất ngờ bị một con bò tót húc trúng đầu gây thương tích, bò tót thường xuyên xuất hiện ở khu vực nương rẫy và hay đi ăn chung với đàn bò nhà, rất nguy hiểm cho người dân. Con bò tót này đã húc bị thương ba người. Đầu tiên, nó quật chết con bò đực giống rồi đuổi theo húc trọng thương cậu bé chăn bò mới 10 tuổi. Kế đến, một người dân bị rượt đuổi, đạp toác cả da đầu khi tiến lại gần nó và dùng điện thoại chụp ảnh...Bò tót thường xuyên xuất hiện trên nương rẫy hung hăng kéo sụp chòi canh, quật đổ ngỗn ngang và giẫm đạp tơi bời cây trái, hoa màu khiến nhiều người hoảng sợ. Bà con chỉ dám lên rẫy vào ban ngày, đến khi mặt trời sắp khuất núi thì vội vã trở về nhà để tránh bị bò tót tấn công. Có những lúc bò tót theo bò cái nhà về tận thôn Bạc Rây 2 khiến nhiều người sợ mất vía, phải sang thôn khác ngủ nhờ.
Từ giữa năm 2009, số lần cá thể bò tót xuất hiện tại rừng Ma Nới huyện Ninh Sơn và Vườn Quốc gia Phước Bình, huyện Bác Ái, tỉnh Ninh Thuận ngày một nhiều hơn do xã này nằm lọt giữa rừng, có đỉnh Cà Mao mây phủ, núi xếp lên núi, rừng lẫn vào rừng. Đường vào rừng sâu Ma Nới mấp mô, mù bụi và hiểm trở. Có những khoảng cả chục cây số là những trảng rừng lúp xúp, những khoảnh đất cằn cỗi, khô khát. Đó là nơi thỉnh thoảng bò tót lại xuất hiện. Cá thể bò tót sót lại ở rừng Ma Nới không nhiều nhưng không gian hoạt động và di chuyển của chúng thì lại rất rộng, có người đã 4 lần phát hiện và nhìn rõ những con bò tót, thế nhưng chiếc máy ảnh độ nhạy kém đã không lưu nổi hình ảnh con bò nặng hơn 1 tấn cách đó 50m vào ban đêm. Nó đã lao đầu vút chạy như gió khi phát hiện đang bị theo dõi, người ta thức suốt một tuần để canh không cho bò tót ra ăn đêm, làm cho chúng đói mà mò ra ăn ngày, dễ phát hiện và chụp ảnh Năm 2009, Bò tót xuất hiện ở rừng Ninh Thuận, các kiểm lâm viên ở huyện Ninh Sơn đã phát hiện một đàn bò tót đang sinh sống tại rừng Ma Nới của huyện này. Những thước phim quay cảnh bò tót đang rong chơi, kiếm ăn trong những cánh rừng thưa, rừng khộp đã chứng minh sự tồn tại của chúng ở khu vực nói trên. Ngoài Ma Nới, tại vùng rừng Phước Bình, huyện Bác Ái thỉnh thoảng cũng có bò tót xuất hiện.
Khoảng 3 năm, từ 2009, một con bò tót đực nặng khoảng 900 kg đã liên tục xuất hiện vào mùa mưa tại Vườn Quốc gia Phước Bình (liền kề rừng Ma Nới). Có thể, nó là một con đực đầu đàn bị đào thải sinh học bị con đực khác tranh mất quyền đầu đàn, bị loại ra khỏi đàn nên mò ra bìa rừng kiếm ăn. Ngày ra ăn cỏ, đêm trở lại rừng không phá phách gì cũng không húc đuổi bò nhà trong khu vực, chính quyền địa phương và ngành Lâm nghiệp Ninh Thuận đang tích cực bảo vệ an toàn tối đa cho cá thể quý này. Một mùa mưa nữa lại về. Cỏ bắt đầu phủ xanh những vạt rừng còi cọc, mời gọi những con bò tót hiếm hoi còn sót lại kéo ra. Chúng không biết hiểm nguy lại rình rập chực chờ Năm 2010, có một con bò tót bị bắn. Từ giữa tháng 6 năm 2011, một con bò tót xuất hiện tại Vườn Quốc gia Phước Bình, chung sống thân thiện với bò nhà. Tháng 11 năm 2011, phát hiện một con bò tót lớn bị dính bẫy chết trong rừng. Tháng 5 năm 2012, lại có một con bị chết do dính bẫy.

#### Đồng Nai
Theo một khảo sát năm 2008, tại vùng Vườn Quốc gia Cát Tiên và Khu bảo tồn Thiên nhiên Văn hóa Đồng Nai có khoảng 300 con bò tót đang sinh sống. Rừng Nam Cát Tiên, nơi mà trên đường vào trung tâm vườn từ phía Tà Lài (Định Quán, Đồng Nai) đầu tháng 8 năm 2014, một đoàn làm phim đã ghi hình được bầy bò tót đến 29 con năm 1986 1km2, rừng Nam Cát Tiên có hai con bò tót, bây giờ chỉ còn 0,16-0,18 con trên cùng diện tích suy giảm hơn 10 lần. Phải hơn 100 năm nữa, bò tót Nam Cát Tiên mới tái tạo đàn trở lại như thời điểm năm 1986. Nhưng với một điều kiện là không có một con bò tót nào bị sát hại nữa. Hiện nay, Khu Bảo tồn thiên nhiên văn hóa Đồng Nai, khu bảo tồn đang quản lý trên 100 con bò tót. Bò tót ở đây đã từng kéo ra khu dân cư, đường dân sinh để phá phách. Ít nhất, đã có 2 trường hợp kiểm lâm đi tuần rừng bị bò tót húc gây trọng thương Diện tích rừng ở Đồng Nai được bảo vệ tốt là vùng sinh cảnh tự nhiên cho đàn bò tót phát triển bền vững. Đàn bò tót tại Đồng Nai đang cư trú trong rừng tự nhiên nằm sâu trong nội địa của Việt Nam, khác hẳn những khu vực rừng khác giáp ranh với Campuchia, Lào, nên rất thuận lợi cho công tác bảo tồn.
Khu bảo tồn thiên nhiên văn hóa Đồng Nai công tác bảo vệ bò tót nói riêng và động vật hoang dã nói chung tại đây đang gặp nhiều khó khăn. Đàn bò tót ở Khu bảo tồn thiên nhiên văn hóa Đồng Nai phát triển rất tốt, quần thể bò tót ở Khu bảo tồn thiên nhiên văn hóa Đồng Nai nói riêng và ở Đồng Nai nói chung được đánh giá là phát triển tốt nhất Việt Nam, tuy nhiên hiện đang bị đe dọa nghiêm trọng. Trong khi môi trường sống hẹp nên đàn bò phải ra gần khu vực người dân sinh sống để kiếm thức ăn. Hiện vẫn còn khoảng 2.000 hộ dân cư đang sống xen kẽ giữa rừng. Dự án di dời những hộ dân này ra khỏi rừng có từ năm 2004 nhưng đến nay vẫn chưa di dời được hộ nào. Nguyên nhân là do thiếu kinh phí. Những người dân này không có đất sản xuất và hoàn toàn sống phụ thuộc vào rừng. Trong năm 2015 đã có 180 vụ xâm hại rừng.
Các đối tượng săn bắt ngày càng hoạt động rất tinh vi, có tổ chức nên rất khó xử lý. Việc săn bắt được chia thành nhiều công đoạn khác nhau như thường có một lực lượng mang súng vào rừng rồi để lại luôn trong rừng để săn bắt thú. Khi bắt được con thú nào sẽ thui lông và ướp phoóc môn rồi chôn xuống đất. Sau đó, những người này đi tay không về nên lực lượng chức năng không thể xử lý được. Tiếp đó, có một lực lượng khác sẽ vào rừng đào những vị trí đã được đánh dấu trước để lấy và mang toàn bộ động vật đã bị săn bắt ra khỏi rừng. Trong quá trình ra khỏi rừng nếu gặp kiểm lâm thì những đối tượng này ngay lập tức phi tang bằng chứng nên cơ quan chức năng cũng không thể xử lý được. Khi động vật săn bắt được mang ra khỏi rừng thì tập trung tại một đầu nậu. Tại đây, đầu nậu sẽ mổ thịt một con heo sống để lấy máu tươi bôi lên thịt của động vật rừng rồi bỏ vào tủ đông và đem đi bỏ mối cho các nhà hàng.
Dù được bảo vệ, nhưng loài bò tót cũng đối diện với hiểm nguy từ nạn săn bắn của con người. Năm 2006, kiểm lâm khu bảo tồn phát hiện hai đối tượng dùng xe máy chở 2 bao đựng khoảng 35 kg thịt rừng đã sấy khô và 6,5 kg thịt rừng tươi được ướp đá. Qua kiểm tra, kiểm lâm xác định đây là thịt bò tót, nên đã lập biên bản tạm giữ người và tang vật, họ vừa bẫy được con bò tót và đề nghị cả hai cùng xẻ thịt con bò sấy khô đem về quê làm quà. Sau đó, cùng nhau vào Tiểu khu 109 thuộc khu bảo tồn để xẻ thịt bò. Khi đến vị trí có xác con bò tót đã cắt đầu con bò tót đưa đi đâu không rõ. Phần còn lại được xẻ thịt rồi đem sấy khô trước khi vận chuyển về quê. Tháng 10 năm 2012, phát hiện con bò tót bị sa lầy tại vùng đệm Cát Tiên, nhiều người dân đã hè nhau dùng dao sát hại, xẻ thịt bò tót mang đi bán. Có 5 trong số 13 người liên quan đến vụ việc này bị tuyên phạt 78 tháng tù. Tranh luận tại phiên toà, đại diện Cát Tiên cho rằng đây là hành vi vi phạm với mức độ đặc biệt nghiêm trọng, phạm tội có tổ chức nhưng đại diện Viện Kiểm sát nhận định mức độ tổ chức giản đơn nên cho hưởng án treo.
Năm 2016 xảy ra vụ việc Bò tót 200 kg bị bắn chết ở rừng Đồng Nai, khi phát giác, xác con bò tót cái được phát hiện trong quá trình phân hủy, chỉ còn lại nội tạng và phần đầu. Con bò tót đã chết tại bãi đất trống tiểu khu 105, xã Mã Đà, huyện Vĩnh Cửu. Xác bò tót đang trong quá trình phân hủy, chỉ còn lại nội tạng và phần đầu. Xác bò tót bị bỏ giữa khu đất trống, thịt bị xẻo mang đi gần hết, riêng đầu bò tót còn nguyên, nội tạng đã bắt đầu phân hủy. Qua xác minh ban đầu của cơ quan chức năng, đây là bò tót cái, màu nâu, khoảng 2 tuổi, nặng chừng 200 kg, chết do bị trúng đạn. Có thể con bò tót này trong lúc đang đi theo bầy đã bị kẻ xấu dùng súng quân dụng bắn chết để lấy thịt. Bò tót bị bắn xuyên cổ từ phía bên phải thấu thực quản, vết đạn xuyên suốt sang đến phần cổ bên trái. Đàn bò tót tại khu bảo tồn hiện có khoảng 300 con thuộc vào loài quý hiếm được bảo vệ nghiêm ngặt. Con bò tót bị giết hại có thể thuộc trong một đàn nhỏ, khoảng hơn 10 con thường xuất hiện ở khu vực rừng Mã Đà.
Công an huyện Vĩnh Cửu, Đồng Nai đã ra quyết định khởi tố vụ con bò tót bị bắn chết tại Khu bảo tồn thiên nhiên văn hóa Đồng Nai để điều tra về hành vi vi phạm các quy định về bảo vệ động vật hoang dã, quý hiếm theo Điều 190 Bộ luật Hình sự của Việt Nam. Theo cơ quan chức năng, có thể thủ phạm đã sử dụng súng AR15 để bắn chết con bò tót trên. Bước đầu, lực lượng chức năng thu giữ được vỏ đạn nghi là của súng AR15 và đang thực hiện giám định. Việc khởi tố này là để điều tra vụ việc con bò tót bị bắn chết tại Khu bảo tồn thiên nhiên văn hóa Đồng Nai. Các cơ quan chức năng đã bắt khẩn cấp một nhóm người bị tình nghi là đã bắn hạ con bò tót này. Lực lượng chức năng đã bắt được hai nghi can sát hại bò tót ở Đồng Nai hồi tháng 2, bước đầu đã khai nhận hành vi phạm tội của mình. Khi vào rừng, cả hai phát hiện đàn bò tót khoảng chục con đang đi vào hướng rừng. Một kẻ bắn một viên đạn trúng một con bò tót. Con bò tót này có trọng lượng khoảng 200 kg chạy được một đoạn thì gục chết. Sau đó chạy xe về nhà báo rồi cả ba quay lại để xẻ thịt, gan, mật đưa đến thị xã Đồng Xoài, tỉnh Bình Phước tiêu thụ.
Đến nay, người ta lại phát hiện thêm một cá thể chết trong khu bảo tồn. Đây là cá thể bò tót thứ 2 bị chết trong vòng 3 tuần trở lại đây tại Khu bảo tồn. Khi tuần tra, lực lượng kiểm lâm phát hiện bò tót quý hiếm, thuộc danh mục cần bảo vệ chết ở rừng thuộc khu bảo tồn, cá thể này có nhiều vết thương, rách da trên cơ thể.Công an tỉnh Đồng Nai, Khu bảo tồn thiên nhiên văn hóa Đồng Nai tiến hành điều tra nguyên nhân cá thể bò tót đực 10 năm tuổi, nặng 800 kg bị chết. Cá thể bò tót có trọng lượng khoảng 800 kg, lông màu đen, các bộ phận trên cơ thể vẫn còn nguyên, chỉ có 2 vết rách da vùng bả vai phải và vết thương vùng bụng. Một ngày trước đó, cơ quan chức năng ghi nhận cá thể bò tót này vẫn cùng đàn kiếm ăn, khi một ngày trước lực lượng kiểm lâm cho rằng vẫn thấy con bò này đi lại trong đàn. Theo ghi nhận ban đầu, công an phát hiện trên bả vai cơ thể con vật có hai vết rách và bị chấn thương vùng bụng nhưng theo kết quả điều tra ban đầu, cá thể bò tót bị chết là do già yếu. Con bò tót trên đã rụng nhiều răng do già, trong khi quá trình khám nghiệm, lực lực lượng chức năng không phát hiện dấu vết tác động gì dẫn đến cái chết của cá thể bò tót trên.

#### Tây Nguyên
Vùng Tây Nguyên cũng là nơi nhức nhối về việc săn bắn bò tót. Có vụ việc giết bò tót, và có tám người bị khởi tố. Cơ quan cảnh sát điều tra, Công an Krông Nô, tỉnh Đắk Nông đã khởi tố vụ án, khởi tố bị can về hành vi vi phạm các quy định về bảo vệ động vật hoang dã quý hiếm. Trong quá trình đi săn họ đã phát hiện dấu chân một con bò tót ở khu bảo tồn thiên nhiên Nam Nung nên lần theo dấu vết để sát hại. Khoảng 17 giờ cùng ngày, phát hiện thấy bò tót, họ dùng súng tự chế bắn chết rồi mổ thịt chia nhau. Trên đường về, đã bị lực lượng kiểm lâm bắt giữ cùng tang vật.
Một thông tin khác cho thấy có thêm một con bò tót bị giết trộm ở Đăk Lăk, tại bìa rừng ở huyện Đăk Nông, người dân phát hiện hơn 50 kg thịt, xương và da còn sót lại của một con thú rừng bị sát hại, phần đầu và thân đã bị mang đi, đây là thi thể của con bò tót, hiện trường thu giữ tang vật gồm một bộ da bò, nửa bộ xương sườn đã lấy hết thịt và một đùi trước. Một nhóm thợ săn dùng súng bắn chết con vật, xẻo thịt và cắt đầu đưa đi. Đây là con bò tót thứ 3 bị sát hại trên địa bàn tỉnh Đăk Lăk, sau 2 vụ săn trộm ở Khu bảo tồn Ea Sô.
Chấn động nhất là vụ sát hại hai con bò tót ở Khu bảo tồn Ea Sô (huyện Ea Kar, Đắk Lắk) vào cuối tháng 1 năm 2003. Các đối tượng được mở cửa cho vào vùng cấm nghiêm ngặt của KBT để tham quan, kiếm con mang, con thỏ. Nhưng hai trong số các đối tượng đã dùng súng quân dụng bắn chết hai con bò tót. Đến giữa tháng 7 năm 2005, hai thợ săn khác lại giết hại một con bò tót tại khu này. Khi bị phát hiện, họ đã bắn về phía tổ tuần tra rồi lợi dụng bóng đêm tẩu thoát vào rừng, bỏ lại đầu bò tót dính đầy máu. Tháng 6 năm 2012, toán thợ săn cư trú tại xã Nâm N’dir (huyện Krông Nô, Đắk Nông) đã lần theo dấu chân và dùng súng tự chế bắn chết một con bò tót ở Khu bảo tồn thiên nhiên Nam Nung.
Một vụ việc khác là con bò tót đi kiếm ăn gần khu dân cư ở vùng đệm vườn quốc gia và bị kẻ xấu giết, khi đến hiện trường nhưng tang vật đã bị tẩu tán, chỉ còn lại một ít nội tạng, vị trí bò bị giết chỉ cách nhà dân khoảng 400 m người ta thấy có một con bò tót nặng khoảng 400 kg, đã bị giết trong tình trạng xẻ thịt, chỉ còn lại lòng, nội tạng và cái đầu bò tót đã bị cắt rời. Nghi vấn ban đầu, bò tót bị sát hại có thể do bị bắn chết, sau đó bị xẻ thịt để vận chuyển ra khỏi Cát Tiên rồi đem đi tiêu thụ, con bò tót bị sát hại là một trong số 120 cá thể bò tót đang được bảo tồn kết quả, có 17 người tham gia đánh chết bò tót, huyện Cát Tiên với khoảng 17 người dân ở thôn Phước Sơn, xã Phước Cát 2 tham gia vây, đánh chết một con bò tót rồi xẻ thịt chia nhau và mang đi bán, khi phát hiện một con bò tót ở gần khu dân cư thuộc vùng đệm Vườn quốc gia Cát Tiên, nhiều người dân ở thôn Phước Sơn đã sát hại rồi xẻ thịt đem bán
Vào cuối tháng 11 năm 2008, Công an huyện Di Linh (Lâm Đồng) đã phát hiện 8 đối tượng trú tại xã Tà Hine (Đức Trọng, Lâm Đồng) đã dùng súng AK xâm phạm rừng giáp ranh bắn hạ một con bò tót và tiến hành giết thịt trong rừng. Cũng trong thời gian trên, tại Tiểu khu 128, một con bò tót ước nặng hơn 500 kg ở tuổi trưởng thành đã bị một đối tượng là cán bộ xã đội Tà Hine bắn hạ bằng súng Carbin. Vụ việc chỉ được phát hiện khi tên lâm tặc liều lĩnh này mang chiếc đầu bò tót bán cho một đối tượng ở thị trấn Di Linh. Sát thủ khai rằng, sau khi bắn gục chú bò tót, hai bố con anh ta phải xẻ thịt và sấy cả tuần mới khô hết số thịt con vật. Ngày 8 tháng 10 năm 2012, UBND xã Phước Cát 2, huyện Cát Tiên (tỉnh Lâm Đồng) báo cáo với các cơ quan chức năng có một con bò tót của Vườn quốc gia Cát Tiên bị bắn chết và bán thịt, Khi cơ quan chức năng tìm đến hiện trường thì chỉ thu được bộ lòng bò còn sót lại.

#### Quảng Trị
Ở Quảng Trị Bò tót xuất hiện trở lại ở vùng rừng Trừ Lấu, trong hơn 1 tuần, đàn bò tót khoảng bảy con xuất hiện trở lại ở vùng rừng Trừ Lấu, thuộc vùng đệm Khu bảo tồn thiên nhiên Đakrông. Theo thường lệ, năm nay bò tót xuất hiện ở đó chậm hơn so với mọi năm. Vùng rừng Trừ Lấu là môi trường sinh sống khá lý tưởng của loài bò tót, tuy nhiên những năm gần đây, chúng ít xuất hiện do bị đe dọa nghiêm trọng.Chỉ riêng loài bò tót từ hơn 10 năm nay đã bị các thợ săn hạ sát vô số Tháng 5 năm 2006, lực lượng kiểm lâm Khu bảo tồn thiên nhiên Đakrông đã cắt đầu một con bò tót còn sống khi nó bị thương do sập bẫy tại vùng rừng trên. Từ đó hơn 1 tuần sau, bò tót hầu như không xuất hiện, có thể do hoảng loạn trước những cái chết đau đớn của đồng loại, đàn bò tót đông đến hàng chục con đã di tản sang tận đất Lào.
Nhân viên kiểm lâm đã cắt đầu và 4 chân của con bò tót để đem về trụ sở làm tiêu bản phục vụ cho công tác nghiệp vụ, có hai người dân đi tìm kiếm phế liệu chiến tranh đã đến báo cho Hạt Kiểm lâm huyện Triệu Phong thấy một con bò tót bị thương đang nằm bên bờ khe trong rừng Trừ Lấu, sau đó nhân viên kiểm lâm đã cắt đầu và 4 chân của con bò tót để đem về trụ sở làm tiêu bản, Phần còn lại của bò tót đã bị tiêu hủy bằng cách đốt. Lực lượng Kiểm lâm phát hiện một con bò tót cái bị thương rất nặng đang nằm bên khe Trừ Lấu. Kiểm lâm Khu bảo tồn thiên nhiên Đakrông đã quyết định cắt đầu và 4 chân của con bò tót xấu số kể trên, với lý do mang về trụ sở làm tiêu điểm. Nhiều nghị vấn được đặt ra về việc này.

#### Quảng Nam
Tại Quảng Nam có ghi nhận về việc bà con lên rẫy thì phát hiện một con vật to lớn, đen trùi trũi như con trâu như phần đầu lại rất giống con bò đang nhở nhơ gặm cỏ bên bìa rừng, Một số tò mò đến gần quan sát thì con vật chạy trốn vào rừng. Đây là lần đầu tiên loài bò tót xuất hiện trên địa bàn. Cá thể được người dân phát hiện tại địa phương từ đầu tháng 3 năm 2014, cá thể bò tót này nặng khoảng hơn 1 tấn, thân đen, cặp sừng rất nhọn, 4 chân màu trắng.. Cá thể bò tót đơn lẻ này đi lạc chứ từ trước đến nay vùng rừng núi Quảng Nam chưa từng thấy xuất hiện loài này sinh sống.
Sau đó có đề xuất đưa bò tót ở Quảng Nam về rừng Nam Cát Tiên nơi còn tồn tại đàn bò tót sinh sống trong điều kiện môi trường tự nhiên, để việc bảo tồn được thuận lợi. Trước việc bò tót phá hoa màu của người dân, bò tót đã phá hại nhiều hoa màu và xuất hiện gần bản làng khiến người dân xã Jơ Ngây, huyện Đông Giang, hoang mang. Con bò tót đực này nặng hơn 1 tấn chứ không phải khoảng 200 kg như nhận định, có ít nhất 15 ha lúa, bắp và rau đậu các loại của người dân các thôn Brùa, Phú Mưa và Cloò bị bò tót tàn phá hư hại. Bò tót đang quanh quẩn ở thôn Sông Voi, vùng giáp ranh giữa xã Jơ Ngây và Ating, cách khu dân cư chừng 500m. Có nhiều người hiếu kỳ đổ xô về đây xem con bò tót ở bìa rừng, rất nguy hiểm. Địa phương cam kết với người dân nơi đây nếu bò tót phá hoại hoa màu thì sẽ được xem xét đền bù, nhưng tuyệt đối không được sát hại và khoanh vùng bảo vệ bò tót ở Quảng Nam.
Sau đó, con bò tót đực bị ví như một kẻ sát nhân, gây họa cho cả một vùng quê. Hậu quả của bò tót hạ sơn để lại cũng quá nặng nề, thương tâm, với 01 người bị húc đã tử vong, 4 người khác bị thương nặng nhẹ các kiểu. Chuyện về con bò tót hạ sơn nặng gần 1,2 tấn, gây họa bắt đầu xuất hiện từ sáng tại vùng giáp ranh hai thôn Pà Rùa-Cơ Lò, xã Jơ Ngây, huyện Đông Giang (Quảng Nam), người đi rẫy đã phát hiện bò tót này đang phá hoại hoa màu của người dân. Bấy giờ, lực lượng Kiểm lâm tỉnh Quảng Nam lập tức vào cuộc, cắt cử cán bộ theo dõi hướng đi, hoạt động của bò tót và thông báo cho người dân địa phương phòng tránh, cũng như nghiêm cấm việc săn bắt bò.
Sau một hồi phá hoại hoa màu trên cánh đồng của thôn Đại An (xã Đại Lãnh), bò bỗng nổi chứng, điên cuồng phá tan hàng rào, lao thẳng vào một nạn nhân húc thủng bụng và vật tung xuống đất lúc đang cắt cỏ cho trâu. Nạn nhân đã tử vong ngay trên đường đưa đi cấp cứu do bị nhiều vết thương quá nặng. Tiếp đó, sáng cùng ngày, câu bé 12 tuổi đang trên đường về nhà sau khi dự lễ bế giảng ở trường cũng bị bò tót tấn công, do cậu bé đeo khăn quàng đỏ nên đã kích thích làm bò đã điên lại cuồng cứ thế lao vào mà húc. Hiện trường để lại là chiếc xe đạp đang đi bị gãy làm đôi, nạn nhân chỉ bị thương phần mềm và trầy xước ở tay, chân. Sau đó một bà 68 tuổi tuổi cao, sức yếu lại quá hoảng hốt nên khi bò lao đến bà chỉ hoảng loạn, loay hoay rồi té ngã, nhờ một số người dân kịp tới ứng cứu, xua đuổi bò giúp nên tính mạng được bảo toàn, chỉ bị rách một đường dài trên mặt, một vài vết thương bầm tím trên người...Đó là ba nạn nhân bị bò chủ động tấn công.
Có hai nạn nhân khác tự mình rước họa vào thân vì tính hiếu kỳ. Giữa lúc bò tót bị ức chế, điên cuồng gặp ai húc nấy thì một nạn nhân 40 tuổi hiếu kỳ hòa theo đám đông chạy sang tận nơi. Sau khi chọn được cành cây ưng ý, ông ta chụp bằng điện thoại để chụp ảnh, quay phim bò tót nhưng vừa tụt xuống đất, ông này phải lãnh luôn một cú húc trời giáng đành phải vào bệnh viện cấp cứu… một nạn nhân khác vì thỏa tò mò, hùa theo đám đông đã được tiếp cận với chú bò tót. Nhưng cú tiếp cận từ phía sau với bò đã khiến nạn nhân bị thương nặng vùng bụng, bẹn và tay, mất rất nhiều máu, phải khẩn cấp chuyển viện lên tuyến trên để điều trị… Sau cú húc nạn nhân thứ 5 này, bò quay đầu bỏ chạy mất dạng. Hiên nay, con bò tót đã chết trong tình trạng mất nước, kiệt sức vì hoảng loạn, nạn nhân của bò có đến 5 người thương vong do bị húc. 

#### Bình Thuận
Bò tót cũng xuất hiện ở khu vực này ở khu vực này trở về rừng trong tình trạng đuối sức, có một con bò tót khi về gần khu dân cư, con bò tót này đã bị người dân địa phương dùng đất đá, gậy gộc xua đuổi lọt xuống kênh thủy lợi. Các cán bộ kiểm lâm đã có mặt kịp thời để ngăn chặn tình trạng xâm hại động vật hoang dã. Sau đó, cá thể bò tót tự trở về rừng trong tình trạng sức khỏe yếu, di chuyển chậm Ở Bình Thuận từng phát hiện nhóm người lạ có ý đồ săn lùng bò tót ở Bình Thuận, ở khu vực rừng phòng hộ Sông Lũy bắt đầu xuất hiện một số nhóm người lạ mặt, được cho là có ý định săn lùng bò tót. Ngành kiểm lâm địa phương theo dõi tình hình di chuyển của con bò tót xuất hiện tại xã Sông Lũy, huyện Bắc Bình và triển khai các biện pháp bảo vệ cá thể động vật hoang dã này. 

#### Phú Yên
Người dân huyện Đồng Xuân kể về 2 -3 con bò tót trên núi thường xuyên xuất hiện lúc nửa đêm về sáng, xuống làng ăn phá rẫy bắp của nông dân thôn, nhưng người ta chỉ nghe được những âm thanh rống lên vọng lại từ phía núi đằng xa như tiếng của bò tót. Người dân khẳng định, hơn một tháng nay cứ khoảng từ 24 giờ ngày hôm trước đến 3 giờ sáng hôm sau, có hai con bò tót từ khu rừng gần suối Bà Tiền (cách khu dân cư khoảng 2 km) xuống rẫy tìm thức ăn, uống nước, chúng phá thiệt hại nặng nhất là đám rẫy bắp và để lại dấu chân lớn khoảng 13 cm và một dấu chân nhỏ 7 cm được nghi là của bò tót trên núi xuống, thường xuyên bắt gặp con bò này vào ban đêm.
Con bò này rất nhát, khi nghe động tĩnh hoặc hơi người là nó bỏ chạy bạt mạng vào rừng. Vì loại này hung dữ có thể tấn công người nên phải đánh kẻng để xua đuổi từ xa, đó là một con vật có lông đen, nặng khoảng 1 tấn, có 4 chân lông màu trắng, cặp sừng dài đến 40 cm, cong vút, rất đẹp. Cũng có thể trước đây thời còn bao cấp, Ban định canh, định cư huyện Đồng Xuân nuôi thả rong hàng trăm con bò. Có thể, trong thời gian dài bò sinh sản nhiều nên lạc vào rừng trở thành bò hoang. Thời gian qua, thời tiết nắng nóng kéo dài, cây cỏ khô héo, các con suối kiệt nước nên chúng thiếu thức ăn, khát nước buộc phải ra khỏi rừng xuống nương rẫy để kiếm ăn khu rẫy mà bò tót thường xuyên xuất hiện có diện tích hơn 12ha, trong đó nhiều ruộng bắp, sắn, mía đã bị bò cắn phá tan hoang. Bà con phải dựng chòi cao quan sát, tránh bò tấn công, đồng thời đánh kẻng xua đuổi bò trong đêm Một con bò giống cái nặng khoảng 600 kg với cổ và yếm hơi mỏng, 2 chiếc sừng dài và vuốt cong vào nhau, 4 cẳng chân màu trắng vụt bỏ chạy, một con bò đen lớn hơn, ước gần 1 tấn mò ra.

#### Huế
Tại Huế xảy ra một sự kiện chấn động khi một con bò tót xâm nhập vào sân bay Phú Bài gây náo loạn. Trước đó, con bò này nặng khoảng 1,5 tấn, xuất hiện cách đây từ 4 - 5 ngày. Nó có nhiều đặc điểm khác thường, có thể là bò tót bởi vùng rừng núi Hương Thủy cũng đã từng xuất hiện bò tót và lang thang theo bò nhà vào mùa động dục. Con bò rất to, lông màu đen, trên lưng có một khối u to. Sau đó có một cụ già thiệt mạng với nhiều dấu hiệu do bò húc chết, người này 85 tuổi, phát hiện tắt thở trên vũng máu ở một khu đất hoang gần nhà, chung quanh thi thể có một số dấu chân bò, riêng áo quần bị rách tả tơi, đặc biệt bên mặt trái có nhiều vết thương Lần thứ hai phát hiện con bò này sống quanh quẩn ở khu vực rừng trồng tại thôn 6. Người dân địa phương đã phát hiện một con bò xuất hiện nhiều tuần ở vùng Động Hoàng, ở khu vực khe Mò O.
Một nhân chứng cho biết phát hiện từ xa có một con "bò lạ" với cặp mắt đỏ ngầu đang chạy về phía mình, nhân chứng đã bỏ cả xe và leo lên cây để tránh. Con bò đã húc nhiều lần vào cây họ trèo lên, sau khi nhiều người tập trung đến xua đuổi thì con bò lạ mới chịu bỏ đi, người dân ở các xã lân cận đã liên tục gặp con bò nói trên cũng như bị con "bò lạ" này tấn công, rượt đuổi. Sau đó, từ Bến Ván (xã Lộc Bổn), con bò tót đã di chuyển đến khu vực hồ Khe Lời, rồi men theo rừng về hướng Khu công nghiệp Phú Bài, tiếp đến là băng qua Quốc lộ 1 về các xã Thủy Lương, Thủy Tân và cuối cùng là lạc vào sân bay Phú Bài, từ tước đến nay, chưa có tài liệu nào ghi nhận ở Thừa Thiên-Huế có bò tót mà chỉ có ở các vùng núi thuộc khu vực Hướng Hóa, Đakrông của tỉnh Quảng Trị và vùng núi của tỉnh Quảng Nam.
Sau khi còn bò tót lọt vào sân bay, cuộc khống chế bò tót đã diễn ra căng thẳng, sau khi đoàn chuyên gia cứu hộ động vật (đến từ Thảo cầm viên) có mặt tại sân bay Phú Bài, các công việc tìm kiếm để khống chế con bò tót được tiến hành. Khu vực toàn bộ sân bay bị phong tỏa hoàn toàn. Tất cả các chuyến bay đến và đi bị hủy. Trong đêm con bò tót có vài lần đi ra khỏi rừng, tuy nhiên lực lượng an ninh đã dùng xe tải xua đuổi không cho bò tiếp cận khu vực đường băng nên nó phải quay lại rừng. Trải qua nhiều giờ trong buổi sáng lùng sục với nhiều phương tiện chuyên nghiệp hỗ trợ như xe đặc chủng, súng bắn tỉa (thuốc gây mê), các chuyên gia vẫn không thể khống chế con bò. Sau khi trúng nhiều mũi tên thuốc gây tê và bị xua đuổi bởi xe đặc chủng, con bò bước loạn xạ ra khu vực đường băng sân bay rồi ngã gục. Các lực lượng chức trách nhanh chóng dùng lưới khống chế con bò. Tuy nhiên, do ngấm quá nhiều thuốc tê nên con bò tót bị nguy kịch. Các chuyên gia buộc phải tiêm thuốc trợ tim, nhưng sau liều thuốc này con bò hồi sức và phá lưới, tiếp tục bỏ chạy vào rừng. Đến 16 giờ, sau khi tiếp cận, các chuyên gia tiếp tục bắn thuốc, khống chế hoàn toàn Vụ con bò tót đi lạc vào sân bay Phú Bài khiến 12 chuyến bay phải đình chỉ đã làm lộ lỗ hổng lớn trong vấn đề an ninh và an toàn tại sân bay này
Xác định được con bò tót sau khi bị bắn thuốc mê đã được vây lưới, nhưng nó đã chết trên đường vận chuyển về vùng nuôi nhốt. Con bò sau khi bắn thuốc mê đã được vây lưới, nhưng tiếc thay nó đã chết trên đường vận chuyển về vùng nuôi nhốt. Bò tót chết do kiệt sức và bệnh nội khoa là nguyên nhân tử vong của con bò tót xuất hiện tại sân bay Phú Bài, con bò chết là do kiệt sức và bị bệnh đường ruột, bệnh nội khoa rất nặng. Do con bò kiệt sức từ trước nên mới tách đàn và đi lạc về miền xuôi. Trước khi tách đàn về xuôi, con bò tót bị chảy máu đường ruột, bị bệnh tiêu hóa, phân có máu rất nhiều, xuất huyết ở trực tràng. Cùng với đó, con bò do thiếu thức ăn, nước uống, thay đổi môi trường, lại bị rượt đuổi (có thể xuất hiện trong quá trình các lực lượng chức năng tiếp cận, khống chế con bò) nên nó bị kiệt sức và chết, bản thân sức khỏe con vật yếu (phổi, khí quản có xung huyết, tim xuất huyết, tụ huyết ở cơ tim, gan và mật bị sưng, hạch màng treo ruột sưng.
Khi chuẩn bị đưa vào nuôi nhốt, đoàn cứu hộ đã phát hiện con vật có biểu hiện yếu dần và ngay lập tức các chuyên gia đã tiến hành cấp cứu, hồi sức nhưng đến 17 giờ, bò tót đã chết. Ngay sau đó, công việc giải phẫu thi thể con bò tót để giám định nguyên nhân tử vong được các cơ quan chức năng có liên quan tiến hành. Sau khi lấy mẫu, giữ lại phần sọ bò tót giao cho Đại học Khoa học Huế để xử lý tiêu bản làm mẫu vật bảo tàng thiên nhiên, thi thể và các bộ phận liên quan của con bò tót được tiến hành tiêu hủy, chôn lấp và rải hóa chất, riêng mật con bò tót đã bị đập nát. Con bò do bị sốc thuốc hoặc ngấm quá nhiều thuốc gây mê dẫn đến suy kiệt và tử vong nhưng bị phủ nhận. Bò tót chết là do kiệt sức và bị bệnh nội khoa nặng. Bò tót được đưa lên xe về trại nuôi nhốt để hồi sức, cấp cứu nhưng đã chết sau đó không lâu.

## Bò tót lai
Tuy khá giống nhau về hình thức, nhưng bò tót và trâu kể cả trâu rừng chưa bao giờ giao phối với nhau, ngược lại, chúng có thể giao phối với bò nhà và bò rừng để sinh ra loại bò lai rất to lớn và thế hệ con lai. Những loài động vật có cùng số nhiễm sắc thể thì hoàn toàn có thể lai tạo giống. Trước đó, người ta cũng đã từng nhập về hai con bò tót lai của Thái Lan để thử phối giống với bò nhà và thành công, đến nay bò con phát triển tốt. Người ta nhận ra rằng, bò tót sống trong môi trường hoang dã có xu hướng tiến lại gần với bò nhà. Bò tót là nguồn gen quý dự trữ trong thiên nhiên, để có thể lai tạo với các giống bò khác. Giá trị kinh tế mỗi con có thể cung cấp 500–600 kg thịt, 400 kg xương, 2 - 3m2 da và cặp sừng đẹp. Tất cả bò tót lai đều có cặp NST là 2n=58. Đây là kết quả khác với cặp NST của bò nhà lẫn bò tót rừng (bò nhà có cặp NST là 2n=60), bò tót rừng là 2n=56).
Tại Vườn Quốc gia Phước Bình Ninh Thuận, từng xuất hiện một con bò tót xuất tại khu vực Bạc Rây 2, nó nặng khoảng một tấn, lông màu đen, nó tấn công người và bò đực nhà để ve vãn bò cái nhà, nó tách bầy, thường xuyên về sống chung với đàn bò nhà của người dân và cho ra đời hơn 10 bê lai có thể trọng cao to, khác hẳn bò nhà Đây là đàn bò tót lai tự nhiên đầu tiên trên thế giới. Năm 2008, có con bò tót đực cường tráng từ đại ngàn về làng, đuổi theo những con bò cái nhà ở khu vực nương rẫy dưới chân núi Tà Nin. Từ đó, hễ đến mùa động dục, con bò khổng lồ ấy lại mò về. Dân làng chứng kiến bò tót húc chết con bò đực thả ăn chung, rồi quan hệ với con bò cái trong đàn. Nó có kích thước đồ sộ đang thong thả gặm cỏ chung với đàn bò nhà. Nó không còn những động thái mài sừng, trợn mắt hung dữ khi thấy người đến gần như những năm trước đây nữa. Trước đây, mỗi lần bò tót xuất hiện là người dân rất lo sợ bởi tính hung hãn của nó, lúc này con bò tót này không hề hung hãn. Chỉ khi có người ném đá, chọc phá quá mức, nó mới phản ứng lại.
Bò tót về làng bám theo các con bò nhà rất đều đặn, buổi sáng từ rừng về rẫy gặm cỏ và chiều đến, nó lại biến vào rừng. Trong quá trình ve vãn các con bò nhà, nó sẵn sàng chiến đấu với đối thủ là những con bò đực nhà đi chung bầy. Ngược lại, bò tót rất dịu dàng trước những con bò cái nhà yểu điệu. Những con bò cái nhà cũng không xa cách với nó. Kể từ năm 2009 khi bò tót về trú ngụ đây thì không còn có con bò đực thông thường nào dám bén mảng, con bò đực to nhất đàn bò nhà nặng 500 kg cũngđã bị con bò tót đực này húc thủng ngực. Từ đó khi bò tót về làng đến nay, bò tót đã hạ gục 7 bò đực trưởng thành. Vì vậy, con chú bò đực lai Sind mỗi khi thấy bò tót xuất hiện đều cong đuôi chạy. Kể từ đó, toàn bộ bò cái đang kiếm cỏ ven bìa rừng đều thuộc quyền kiểm soát của bò tót vì không có bò đực nào trong làng dám bén mảng đến Ngay trong đêm con bò mẹ trở dạ thì chính con bò tót này đã về đứng cạnh 2 mẹ con bò cái.
Bò đực thì bị húc bể đầu, gãy chân, bò cái bất đắc dĩ trở thành vợ của nó cả. Chỉ tội chú bò cái nào giao phối với bò tót thì về nằm ba, bốn ngày. Với cuộc giao phối không cân sức này, nhiều con bò nhà nằm liệt hơn 3 tháng sau khi quan hệ với bò tót phải chăm sóc ròng rã mới bình phục. Kết quả của những cuộc giao phối không cân sức tại thôn bản từ 4 năm qua đã cho ra đời hơn 12 con bò tót lai vượt trội về thể trọng và có các đặc điểm về lông, sừng... rất giống bò tót. Con bò cái đã giao phối với bò tót (phải) và con bê đã mang những đặc điểm giống bò tót.
Quan sát những con bê con được cho là hậu duệ của bò tót, người ta nhận thấy có những đặc điểm gần giống về mặt ngoại hình với loài bò tót. Mới một tháng tuổi nhưng nó đã lớn gấp 3 lần bạn cùng lứa. Cổ con bê lai này không có yếm như bò bình thường, lưng không có u, đuôi to ngắn màu đen, trên lưng và bụng có một sọc đen chạy dài, bốn chân màu đen. Có những con bò cái phối giống với con bò tót này và đẻ một con bê con được 2 tuần tuổi. Tuy mới chỉ 2 tuần tuổi nhưng nó to cao bằng một con bê con 2 tháng tuổi, đặc biệt cổ không có yếm như bò bình thường, lưng không có u, đuôi ngắn và dọc trên lưng và bụng có một sọc đen chạy dài dưới 4 chân của con bê này lông đã nổi màu mốc (điểm đặc trưng của bò tót), ngoài những dấu hiệu như nó to cao hơn hẳn con bê cùng tuổi, không có yếm cổ, không có u lưng, lông gáy phủ dày như lông heo rừng.
Những bê lai mau lớn hơn các bê nhà cùng độ tuổi, về ngoại hình, bê không có u vai và yếm rốn; đầu hơi nhỏ, trán rộng và lõm; mặt hình chữ V, sừng nhọn và phát triển sớm. Khi mới sinh, bê lai có lông màu nâu vàng- xám nâu, khác khá rõ với bê bò nhà; sau 3-4 tháng tuổi, lông chuyển dần sang màu nâu đen ở toàn thân, ngoại trừ 4 chân từ khuỷu chân trở xuống móng có màu trắng. Ngoại hình và màu lông các bê lai F1 tương tự bò tót (Bos gaurus). Hiện 8 chú bò tót lai đang nuôi dưỡng có độ tuổi từ 2-3 năm, trọng lượng 2,5-3 tạ, gần gấp đôi so với bò nhà ở cùng độ tuổi.
Khi lần đầu tiên nhìn thấy những chú bò tót lai này, chỉ mới phân biệt nhờ vóc dáng vượt trội so với bê con thuần chủng cùng lứa thì bây giờ bầy bò lai đã thể hiện rõ mình chính là những hậu duệ của bò tót rừng. dù chưa đến tuổi trưởng thành nhưng dáng vẻ oai vệ, từ màu lông đến vóc dáng đều khác biệt hẳn so với những con bò nhà đang gặm cỏ cách đó không xa. Thấy có người lạ đến, cả bầy nghếch mõm khịt khịt mũi, hành động giống hệt bò tót rừng khi phát hiện kẻ xâm lấn lãnh địa. Dù là bò được nuôi nhốt nhưng những chú bò tót lai này vẫn mang đặc tính hoang dã rõ nét. Cả bầy bò không có con nào bị xỏ mũi như bò nhà bởi chúng quá hiếu động và cả phần hung dữ nên không ai dám ghì đầu để thực hiện thủ tục xỏ mũi mà bất cứ chú bò nhà nào cũng phải trải qua.
Dù tuổi đời của bầy bò lai này chỉ mới 2-3 tuổi, nhưng con nặng nhất đã gần 600 kg, to gấp ba lần bò nhà cùng lứa. Đa số bò tót lai đều có sừng cong, dài đều hai bên, lông có màu nâu sẫm, càng lớn thì màu lông càng ngả về màu đen như bò tót cha. Ngoài trọng lượng, điểm dễ phân biệt nhất giữa bò tót lai và bò nhà là bò tót lai không hề có u trên lưng và nọng dưới cổ, một đặc điểm mà bò nhà thuần chủng nào cũng có. Đồng thời nhiều bò tót lai đã dần lộ ra bốn chân màu trắng, đặc điểm không thể nhầm lẫn của bò tót.
Tại khu vực này có tới chín con bê được sinh ra từ bò cái nhà nhưng lại có những đặc điểm sinh học rất giống bò tót. Trong khi bầy bò mẹ và các con bê cùng lứa lông vàng hoe thì 9 chú bê kia lông lại nâu sậm, dày và cứng, không giống với bất cứ bò đực nào trong vùng. Dù cùng lứa nhưng vóc dáng chín con bê này vượt trội, to gấp đôi bê nhà. thì những con bò tót lai này cơ thể phát triển rất nhanh, đặc biệt là bộ sừng. Bình thường bò nhà đến tuổi thứ ba sừng mới nhú được khoảng 10 cm, nhưng con bê lai khi 1 năm tuổi sừng đã cao hơn 30 cm, vươn cao như bò tót<. Do có 50% máu bò tót (một cách ước tính tương đối), nên đàn bò F1 đã thể hiện khả năng tăng trọng nhanh, chịu đựng tốt các điều kiện nuôi dưỡng kham khổ so với đàn bò nhà.
Tuy đã có chín con bê (được coi là) lai với bò tót, nhưng người ta vẫn chưa lấy làm chắc chắn về sự phát triển bền vững. Đây là nguồn gene cực kỳ quý hiếm, vì với những đặc tính về thể trạng to lớn, sức mạnh vượt trội, chống chọi bệnh tật tốt, bê lai bò tót sẽ cải tạo đàn bò nhà, cần có phương án bảo vệ những con bò tót lai để nghiên cứu. Tuy nhiên, theo ông Cảnh, thế hệ F1 này chưa thể khẳng định bò tót lai có thể sinh sản để tạo ra thế hệ bò tót lai F2 hay không. Để duy trì và bảo vệ nòi giống loài bò tót này nên tính toán đến việc cho bò tót rừng giao phối với bò nhà. Chuyện này đã xảy ra ở thôn Bạc Rây 2 (Ninh Thuận).
Sở Khoa học và công nghệ hai tỉnh Ninh Thuận và Lâm Đồng đã làm đề tài khoa học nghiên cứu giám định di truyền và đánh giá khả năng phát triển của bò lai F1 giữa bò tót (Bos gaurus) và bò nhà (Bos taurus). Tại thôn Bạc Rây 2, hiện có một trang trại đang nuôi 10 con bò tót lai, gồm năm con đực và năm con cái mua lại từ người dân để thực nghiệm đề tài. Từ khi về làng đến nay, con bò tót đực đã là cha của gần 20 bò tót lai. Số bò tót lai F1 này được Vườn quốc gia Phước Bình mua lại của nông dân trong xã để thực hiện đề tài khoa học. Bước đầu đã chọn mua 10 con bò tót lai (5 đực, năm cái) của người dân nuôi trong trang trại rộng hơn 2 ha ở khu vực Vườn quốc gia Phước Bình để thực hiện đề tài này.
Việc sử dụng bò lai F1 để tạo ra đàn bò lai F2 có ý nghĩa quan trọng trong việc đưa nguồn gien quý từ động vật hoang dã vào vật nuôi nhằm cải thiện năng suất, chất lượng, khả năng chống chọi với bệnh tật và đáp ứng với điều kiện chăn nuôi quảng canh, kém thuận lợi. Do có 50% máu bò tót (một cách ước tính tương đối), nên đàn bê F1 đã thể hiện khả năng tăng trọng nhanh, chịu đựng tốt các điều kiện nuôi dưỡng kham khổ của chăn nuôi quảng canh và có thể có khả năng đề kháng tốt với một số bệnh thông thường hay xảy ra trên đàn bò nhập nội và bò nhà. Khi trưởng thành, trong điều kiện nuôi tập trung phù hợp, các ưu thế lai phát huy tốt, bò lai sẽ có trọng lượng lớn và cho khối lượng thịt hơn hẳn bò nhà. Sở Khoa học - Công nghệ hai tỉnh Ninh Thuận và Lâm Đồng đã thống nhất mua lại số bò tót lai của người dân và tạo vùng khoanh nuôi phù hợp với môi trường sống của bò tót ngay tại Vườn quốc gia Phước Bình.
Đơn vị đã thỏa thuận mua lại đàn bò tót lai (8 con) của người dân địa phương để thực hiện đề tài khoa học nghiên cứu giám định di truyền và đánh giá khả năng phát triển của bò lai F1 giữa bò tót (Bos gaurus) và bò nhà (Bos taurus) tại vùng giáp ranh Ninh Thuận-Lâm Đồng. Hiện nhóm thực hiện đề tài đã tiến hành xác định DNA của đàn bò tót lai, làm chuồng trại, trồng cỏ, theo dõi động dục… Việc sử dụng bò lai F1 để tạo ra bò lai F2 có ý nghĩa quan trọng trong việc đưa nguồn gen quý từ động vật hoang dã vào vật nuôi để cải thiện năng suất, chất lượng, khả năng chống chọi với bệnh tất và đáp ứng với điều kiện chăn nuôi quảng canh. Chi cục Kiểm lâm tỉnh cũng đang xem xét phương án thử nghiệm cho bò rừng giao phối với bò nhà để duy trì, bảo tồn giống bò tót này. Tuy nhiên phương án này khó thành công bởi bò tót rừng rất to, nặng khoảng 1 tấn, còn bò nhà thì rất nhỏ bé.
Phối giống bò tót lai Đàn 8 bò tót lai F1 (4 con cái và 4 đực) được thả sinh hoạt chung với 10 bò cái nhà lai zê bu ngay trong khuôn viên chuồng trại. Để tạo ra bò tót lai F2, có 3 phương pháp lai tạo. Dùng bò đực lai bò tót F1 cho nhảy trực tiếp với đàn bò (lai zê bu) để tạo ra đàn bò lai bò tót F2, sử dụng tinh đông khô của các giống bò thịt Brahman, Red Angus để thụ tinh nhân tạo cho đàn cái lai bò tót F1, tạo ra đàn bò lai bò tót F2; cho bò đực lai F1 phối trực tiếp với bò cái lai F1 để tìm cá thể F2 mang tính trội của bò tót. Phối giống bò tót lai những con bê lai ra đời, có thể trọng to cao. Việc sử dụng bò lai bò tót F1 để tạo ra đàn bò lai F2 có ý nghĩa quan trọng trong việc đưa nguồn gen quý từ động vật hoang dã vào vật nuôi nhằm cải thiện năng suất, chất lượng, khả năng chống chọi với bệnh tật và đáp ứng với điều kiện chăn nuôi quảng canh, kém thuận lợi.